# 京都・観光文化検定
京都・観光文化検定（きょうとかんこうぶんかけんてい）は、京都商工会議所が主催するご当地検定。通称「京都検定」。2004年より毎年1回行われている。

## 受験資格
制限なし（指定する試験会場で受験可能な者。1級受験は2級合格者に限る）

## 試験会場
京都と東京に設置される。過去に同志社大学新町キャンパス、立命館大学衣笠キャンパス、龍谷大学深草キャンパス、大谷大学本部キャンパス、京都産業大学神山キャンパス、京都学園大学太秦キャンパス、青山学院大学青山キャンパスなどが会場となった。

## 出題内容
歴史、史跡、神社、寺院、建築、庭園、美術、伝統工芸、伝統文化、花街、祭と行事、京料理、京菓子、ならわし、ことばと伝説、地名、自然、観光学など、京都に関すること全般。（3級:公式テキストから90%以上を出題、2級:公式テキストから70%以上を出題、1級:公式テキストに準拠して出題）

## 回答方式
2級、3級はマークシート方式で100問以内（制限時間90分）、30分後から退出することができる。1級は記述式で50問および小論文方式（制限時間90分）

## 合格点
2級、3級は70%以上、1級は80%以上(70%以上80%未満は準1級) 

## 合格発表
受験者各自に後日郵送される。合格の特典に各種施設での優待制度がある。1級合格者を対象に、京都産業大学日本文化研究所の特別客員研究員の公募と1級合格者のつどいが行われる。1級に複数回合格すると「京都検定マイスター」として合格回数に応じたスワロフスキーのガラスが施された七宝製のバッジが送られる。